# Paraliparis atrolabiatus
Paraliparis atrolabiatus és una espècie de peix pertanyent a la família dels lipàrids. Mesura 11,4 cm de llargària màxima, tenen seixanta-vuit vèrtebres i el cap i cos de color marró clar. Es troba a l'Índic oriental: la costa occidental de Tasmània (Austràlia). És un peix marí i batidemersal que viu entre 1.120 i 1.220 m de fondària al talús continental. És bentònic. És inofensiu per als humans.